# Славов, Мирослав Дмитриевич
Миросла́в Дми́триевич Сла́вов (укр. Мирослав Дмитрович Славов; 8 сентября 1990, Киев, СССР) — украинский футболист, нападающий иранского клуба «Падиде».

## Клубная карьера
Мирослав Славов в возрасте 4-х лет эмигрировал вместе с родителями в Австрию, где и начал заниматься футболом, играя на юношеском и молодёжном уровне за разные австрийские клубы.
В 2008 году, в 17 лет, он подписал свой первый профессиональный контракт с клубом французской Лиги 1 «Бордо», но играл там лишь за молодёжный состав, так и не получив шанс дебютировать за основную команду.
27 августа 2010 года Мирослав подписал 4-летний контракт с клубом российской Премьер-лиги махачкалинским «Анжи». 1 марта 2011 года дебютировал в «Анжи», выйдя в основном составе в матче Кубка России против «Зенита», а 12 марта 2011 года дебютировал в российской Премьер-лиге, выйдя в основе в матче первого тура против «Краснодара».

## Достижения
- Финалист Кубка Украины (1): 2011/12

## Личная жизнь
Помимо украинского свободно владеет 5 языками: немецким, английским, французским, испанским, и русским. Увлекается математикой. Его дедушка и бабушка известные математики на Украине (дед — доктор технических наук, профессор Иван Васильевич Бейко). У Мирослава есть старший брат, Вадим, который тоже профессиональный футболист и играет на Украине за «Арсенал» из Белой Церкви.